# 亞歷山大·阿比安
亞歷山大·阿比安（Alexander Abian，1923年1月1日—1999年7月24日）是一名亞美尼亞裔的美國數學家，生前曾任教於美國爱荷华州立大学，因其常在Usenet各新闻组上發文而變得出名。

## 生平
亞歷山大·阿比安出生於伊朗大不里士，為亞美尼亞裔伊朗人。在他於伊朗拿到學士學位後，他在1950年移居美國，之後他在芝加哥大学拿到碩士學位，並在辛辛纳提大學拿到博士學位。在辛辛纳提大學時，他在艾薩克·巴尼特（Isaac Barnett）的指導下，寫了關於不變量理論的學位論文。他在1967年加入了愛荷華州立大學，之後並曾在田纳西州、纽约州、宾夕法尼亚州和俄亥俄州等地從事教職。亞歷山大·阿比安一生共寫了三本書並出版了兩百多篇的文。

## 無月地球論
亞歷山大·阿比安在做出炸掉月球能解決掉人類存在的所有問題的宣稱後得到了來自世界各地的關注，他在1991年時在校園所屬的報紙中做出這樣的宣稱。他聲稱一個沒有月球的地球將不會搖擺，如此一來就不會有季節變化及隨之而來的熱浪、冬暴（Winter storm）和熱帶氣旋等問題。
此種看法為NASA所否定，NASA指稱說部份炸掉的月球碎片會變成隕石撞擊地球，而這會造成足以消滅地球所有生物的災害，而這過程也會讓季節重新出現。而亞歷山大·阿比安在死前不久時曾說「那些聲稱該『拒絕亞歷山大·阿比安的想法』的人，和當年那些拒絕伽利略的想法的人是差不多的。」。如此的宣稱及亞歷山大·阿比安在生命最後的時光中在Usenet上發佈的數千篇文使得他得到了關注（但不是所有的關注都是正面的），甚至使得他獲得了《Omni》、《人物》和《华尔街日报》等各式各樣的書報刊物的採訪。